# ستزادیو
ستزادیو (به ایتالیایی: Sezzadio) یکی از شهرستانهای استان آلساندریا در منطقه ایتالیایی پیدمونت می‌باشد که در ۸۰ کیلومتری جنوب شرقی تورین و ۱۵ کیلومتری جنوب آلساندریا واقع شده است.
ستزادیو با این مناطق شهری مرز مشترک دارد: کاسینی، کاستلنوآوو بورمیدا، مونتالدو بورمیدا، ریوالتا بورمیدا، گامالرو، کارپینیتو، کاستیلسپینا، پریدوسا، و کارپینیتو.